# Martin de Esparza Artieda
Martin de Esparza Artieda, né en 1606 à Ezcároz, Navarre et mort le 21 avril 1689 à Rome, est un jésuite philosophe et théologien espagnol.

## Biographie
Martin de Esparza Artieda entre dans l'ordre des Jésuites à Villagarcía de Campos en 1621. Il fait ses études à Salamanque sous la direction d'Antonio Pérez avant d'être nommé professeur de philosophie aux collèges de Compostelle et de Valladolid. Ensuite, il devient professeur de théologie aux collèges de Valladolid (1641-1648) et de Salamanque. C'est Sebastián Izquierdo qui est choisi plutôt que lui pour devenir professeur de théologie au collège de Madrid. De 1648 à 1658, il est à Rome et devient enseignant au Collège Romain. À Rome on lui confie des responsabilités dans la direction de l'ordre ce qui l'amène à être de plus en plus en lien avec la Curie.

## Sa pensée théologique et philosophique
Il est un partisan de la doctrine de la science moyenne, et défend un optimisme hypothétique ainsi qu'une preuve a priori de l'existence de Dieu. Il s'impliqua dans diverses controverses telle celle sur le probabilisme et l'attritionisme avec son ami et collègue romain Pietro Sforza Pallavicino. Dans son Cursus theologicus, il enseignait encore classiquement le probabilisme (l. III, q. 23, p. 334-339 de l'édition de Lyon 1666, il est permis de suivre n'importe quelle opinion probable en n'importe quelle matière), et en 1669, il publia encore un volume entier pour défendre le système contre ses critiques. L'ouvrage fut réimprimé dès l'année suivante par Honoré Fabri dans sa vaste apologie de la morale des jésuites dédiée au cardinal Albizzi. En 1674, il empêche la publication de la critique du probabilisme par le jésuite Tirso González de Santalla. Membre de l'Inquisition romaine, il fut l'un des neuf théologiens chargé d'examiner les propositions de théologie morale dite laxiste en 1677, qui débouchèrent sur les condamnations d'Innocent XI en 1679, où il adopte lui-même des positions anti-jansénistes.